# Brachythecium holzingeri
Brachythecium holzingeri är en bladmossart som beskrevs av Abel Joel Grout 1922. Brachythecium holzingeri ingår i släktet gräsmossor, och familjen Brachytheciaceae. Inga underarter finns listade i Catalogue of Life.